# Papucsek Vilmos
Papucsek Vilmos (1965. március 3. –) magyar színész, szinkronszínész. 

## Életpályája
1965-ben született. Sokat foglalkoztatott szinkronszínész. Televíziós filmekben és sorozatokban is feltűnik. A Színházikó gyermekszínházi társulat tagja.

## Filmes és televíziós szerepei
- A Tanár (2018)
- Válótársak (2018)
- Apám beájulna (2003)

## Szinkronszerepei
- Űrvihar: Collner őrnagy
- Pofoncsata: Gengszter
- Csernobil: Üzemi alkalmazott
- Verdák 2.: Vladimir Ótvarov
- Verdák 3.: Mr. Csöpi
- Mi lenne, ha...?: Corvus Glaive
- Űrdongó: Racsni/Ratchet, Fülelő/Soundwave
- Star Wars: A klónok háborúja: Hardcase (2. hang)
- Transformers: Cyberverse: Starscream (2. hang)